# لورا دوندوفيتش
لورا دوندوفيتش (بالإنجليزية: Laura Dundovic)‏ (من مواليد 16 سبتمبر 1987 في سيدني، أستراليا) ممثلة، وعارضة أزياء أسترالية حاملة لقب مسابقة ملكة جمال بعد تتويجها في مسابقة ملكة جمال الكون أستراليا 2008، ومثلت بلدها في ملكة جمال الكون 2008 , وحلت ضمن أفضل 10 ضمن التصفيات النهائية لمسابقة ملكة جمال الكون في ذلك العام.

## روابط خارجية
- لورا دوندوفيتش على موقع IMDb (الإنجليزية)
- لورا دوندوفيتش على موقع دليل عارضات الأزياء (الإنجليزية)